# Brieya
Brieya is een geslacht uit de familie Annonaceae. De soorten uit het geslacht komen voor in West-Afrika en westelijk centraal tropisch Afrika.

## Soorten
- Brieya fasciculata De Wild.
- Brieya latipetala Exell